# فرناندو غولن مارتينيز
فرناندو غولن مارتينيز (بالإسبانية: Fernando Guillén Martínez)‏ هو عالم اجتماعي وكاتب كولومبي، ولد في 1925 في بوغوتا في كولومبيا، وتوفي في 1975.